# حلويات دمشقية

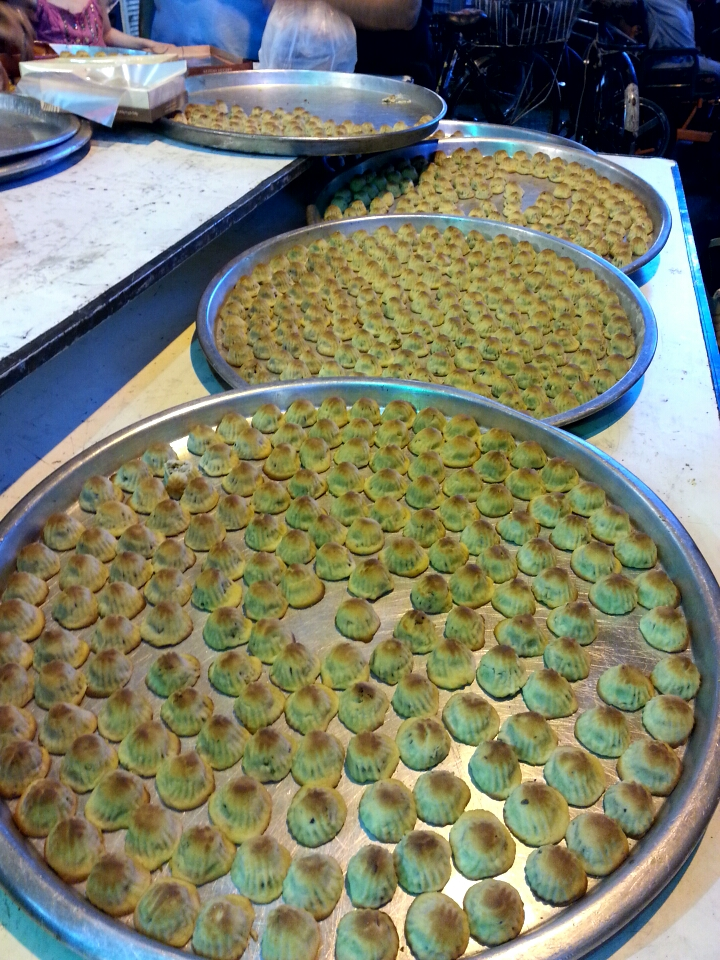
حلويات دمشقية

تحوي الحلويات الدمشقية (جزء من الحلويات السورية) أشكال وأنواع كثيرة وتعد من ألذ وأشهى الحلويات في الشرق.. عرفت واشتهرت بها مدينة دمشق في سوريا منذ القرن التاسع عشر ولها صناعها ومبدعيها في محلات يعود تاريخ بعضها إلى أكثر من 100 عام، وتشهر الحلويات السورية بطعمها الذيد وبغناها بأنواع المكسرات مثل الفستق الحلبي واللوز والجوز والصنوبر ويدخل في صناعة الأنواع الفاخرة منها السمن البلدي الاصلي .
وللحلويات الدمشقية تاريخ وقصص متداولة في الذاكرة السورية والدمشقية على وجه الخصوص.. منها في المناسبات والأعياد يقولون (إذا خلا بيت من الحلويات السورية قالوا إن أصحابه «ليسوا معيدين» حيث كان سابقآ تتم التواصي قبل أسبوع من موعد العيد فهي المدللة والثمينة وهي أنواع وأشكال
ومذاقات ومنها: المبرومة والشرحات والبقلاوة والبللورية وكول وشكور والوربات بالفستق الحلبي والقشطة وزنود الست وإسوارة الست والأصابع(حلويات) وغيرها وهذه كلها تسميات محلية سورية حتى أن أحد الأنواع تسميتها العامة (مغشوشة) وهو المبرومة بالقشطة، وهو طبعاً ليس فيه غش ولكن درجت الناس على تسميتها كذلك لتميزه عن المبرومة بالفستق الحلبي وهي الأغلى ثمناً.
كذلك من الحلويات السورية الكنافة بأنواعها الخشنة والناعمة بالقشطة وبالجبن والمدلوقة وحلاوة الجبن والشعيبيات والعوامة ووكذلك الفيصليات وهذه عادة ذات حجم كبير.
ومن أشهر الحلويات الدمشقية التي يوصى عليها في الاعياد أيضاً المعمول بأنواعه معمول بالجوز أو بالفستق الحلبي أو غيره ,ويتفنن أصحاب محلات بيع الحلويات الدمشقية في دمشق بطريقة عرض بضائعهم على واجهات المحلات، وذلك لجذب انتباه الناس فمنهم من يضعها بشكل هرمي جميل ومنهم من يضعها بشكل وتنسيق فني أنيق.الحلويات الدمشقية لها شهرتها وتميزها بصناعتها المتقنة الغنية بالطيبات والمتوارثة جيل بعد جيل في فن سوري له أسرار صنعته وهي واحدة من أهم الهدايا التي يصطحبها السواح والزائرين معهم إلى بلدانهم في شتى بقاع الدنيا.